# Manu Verreth
Manu Verreth (Mechelen, 29 februari 1940 – Leuven, 30 oktober 2009) was een Vlaams acteur.

## Levensloop
De tweeling René en Manu Verreth werd in Mechelen geboren op 29 februari, waardoor ze maar één keer om de vier jaar jarig waren. Ze waren verbonden aan het Mechels Miniatuur Teater aldaar.
Manu Verreth werd vooral bekend door zijn rol als Guillaume "Jomme" Dockx, "classificeerder eerste klasse" in de televisieserie De Collega's. Zijn tweelingbroer René speelde Philemon Persez in die reeks. Ook in Het Pleintje traden beiden aan. Samen met zijn broer presenteerde Manu Verreth in de jaren tachtig op de openbare omroep eveneens de eerste aflevering van Pak de poen, de show van 1 miljoen.
Daarna speelde hij verschillende kleinere rollen en gastrollen in diverse andere Vlaamse televisieseries en films, zoals F.C. De Kampioenen, Spoed (Leo Geboers), 2 Straten verder, Flikken (Pyjamaman), Café Majestic (Marinus), De Wet volgens Milo (Herman Ram), Wittekerke (Nonkel Valère Gooivaerts) en Aspe (Romain Christiaens).
Manu speelde ook de hoofdrol in het theaterstuk Georges, dat gaat over oudermishandeling.
Medio september 2009 werd bekend dat Verreth ernstig ziek was, waardoor Theater Waverland werd afgelast. Verreth overleed op 30 oktober 2009 op 69-jarige leeftijd.
Hij was getrouwd en had een dochter.